# Nahlin Mountain
Nahlin Mountain är ett berg i Kanada.   Det ligger i provinsen British Columbia, i den centrala delen av landet, 4 000 km väster om huvudstaden Ottawa. Toppen på Nahlin Mountain är 1 972 meter över havet.
Terrängen runt Nahlin Mountain är bergig österut, men västerut är den kuperad. Nahlin Mountain är den högsta punkten i trakten. Trakten runt Nahlin Mountain är nära nog obefolkad, med mindre än två invånare per kvadratkilometer.. Det finns inga samhällen i närheten.
Trakten runt Nahlin Mountain består i huvudsak av gräsmarker.